# ليفيلاند
ليفيلاند (بالإنجليزية: Levelland, Texas)‏ هي مدينة تقع في مقاطعة هوكلي، تكساس بولاية تكساس في شمال شرق الولايات المتحدة. تأسست عام 1921، تبلغ مساحة هذه المدينة (كم²)، وترتفع عن سطح البحر م، بلغ عدد سكانها 13542 نسمة في عام 2010 حسب إحصاء مكتب تعداد الولايات المتحدة .

## وصلات خارجية
- Handbook of Texas
- The US50 - Cities and Towns in Texas State